# Gasellit
Gasellit è un gruppo musicale finlandese formatosi nel 2008. È costituito dai rapper Hätä-Miikka, Päkä e Thube Hefner, e dal produttore discografico MusaJusa.

## Storia del gruppo
Fondatosi a Oulunkylä, il gruppo è salito alla ribalta con la pubblicazione del primo album in studio Kiittämätön (2012), che ha esordito alla 26ª posizione della Suomen virallinen lista.
Anche i dischi successivi Aina (2013) e Seis (2015) hanno riscosso successo, debuttando nella top 20 della medesima graduatoria. Attraverso la Johanna Kustannus, parte della divisione finlandese dell'Universal, è stato messo in commercio il quarto album in studio Veli, che si è collocato al 3º posto della graduatoria nazionale, rimanendo all'interno per oltre 100 settimane. La vetta della classifica degli album è stata raggiunta con Jano (2018) e Zen (2021); di quest'ultimo, sette tracce su quindici sono entrate nella hit parade finlandese, tra cui Me ei mennä rikki al vertice.
Agli Emma gaala, il principale riconoscimento musicale della Finlandia, hanno conseguito la vittoria in due categorie, riuscendo ad ottenere diverse nomination.

## Formazione
- Hätä-Miikka – voce
- Päkä – voce
- Thube Hefner – voce
- MusaJusa

## Discografia

### Album in studio
- 2012 – Kiittämätön
- 2013 – Aina
- 2015 – Seis
- 2017 – Veli
- 2018 – Jano
- 2021 – Zen
- 2023 – Gasellin kyynel

### EP
- 2010 – Gasellit

### Singoli
- 2013 – Jäniksen vuosi
- 2013 – Mä meen naimisiin
- 2014 – 2006 (feat. Toinen Poski)
- 2015 – Vainoharhainen/Betoni-intiaani
- 2018 – Riks raks poks (feat. Elias Gould)
- 2018 – Mitä mä malagas? (con i JVG)
- 2018 – Se ei kuulu sulle
- 2019 – Suojaus petti
- 2020 – Kutsu
- 2020 – Kuvittele meidät siellä
- 2020 – Disko
- 2022 – Pakko relaa ennen kun mä delaan
- 2022 – Laulu ilman sanoja (feat. Abreu)
- 2023 – Ääni kähee ku Tiihosella
- 2024 – Perävalot (feat. Ellinoora)
- 2025 – Mä en osaa tanssii (feat. Karri Koira)

### Collaborazioni
- 2018 – Voimaeläin (Vilma Alina feat. Gasellit)
- 2019 – Aatelisii (Ellinoora feat. Gasellit)